# Tectona grandis
Une proposition de fusion est en cours entre Tectona grandis et Teck.
Teck d'Indochine, Teck
Espèce
Classification APG III (2009)
Tectona grandis, le Teck d'Indochine ou simplement le Teck, est une espèce de plantes à fleurs, de la famille des Lamiacées. C'est un arbre tropical originaire d'Inde, de Malaisie, du Laos et de Thaïlande. C'est l'une des trois espèces distinctes de teck et l'espèce la plus commune.
Devenu spontané dans toute l'Asie, le Teck d'Indochine est à présent cultivé dans toutes les zones tropicales et subtropicales.
Il est à noter que l'expression teck de Birmanie se réfère à des arbres de l'espèce Tectona grandis cultivés en Birmanie, et pas à l'espèce Tectona hamiltoniana, endémique de Birmanie, et qui est communément considérée comme produisant le meilleur bois, étant à la fois très résistant et facile à travailler. Cette dernière espèce est par conséquent très menacée.

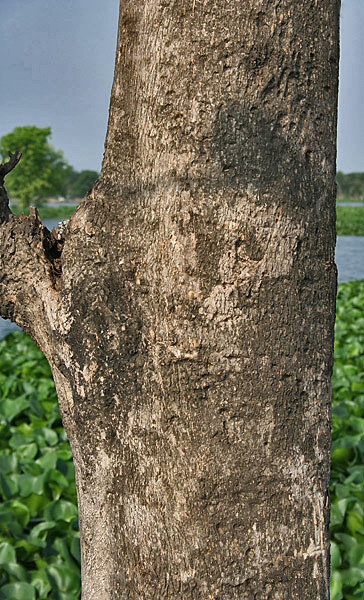
Tronc.
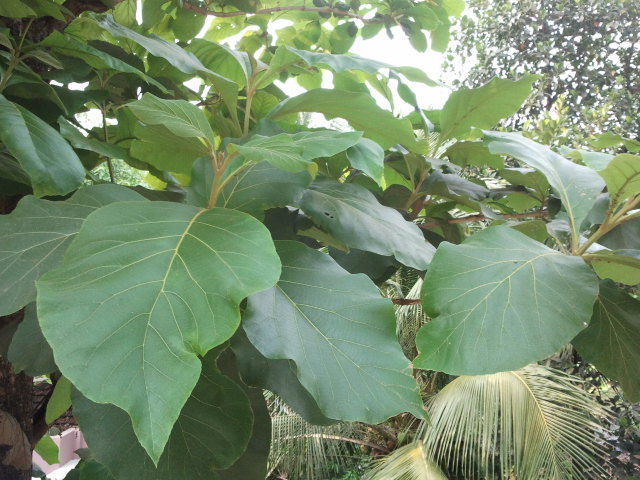
Feuilles.
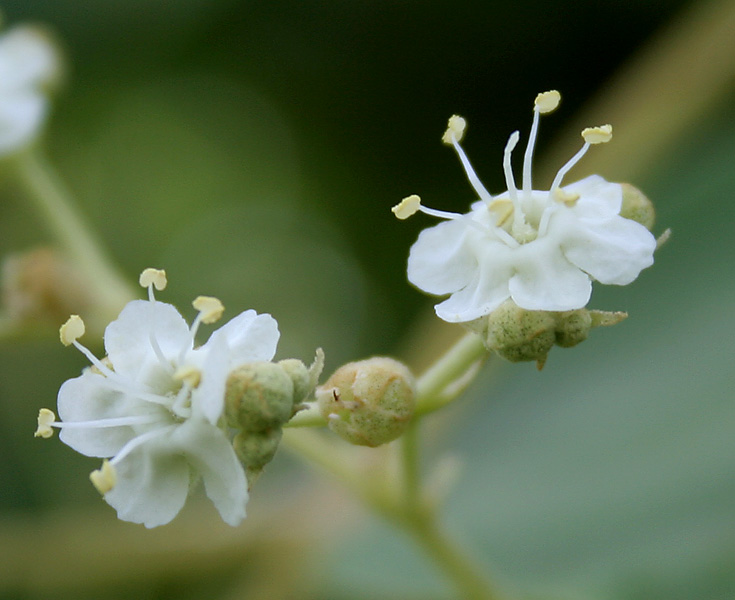
Fleurs, en Andhra Pradesh, en Inde.
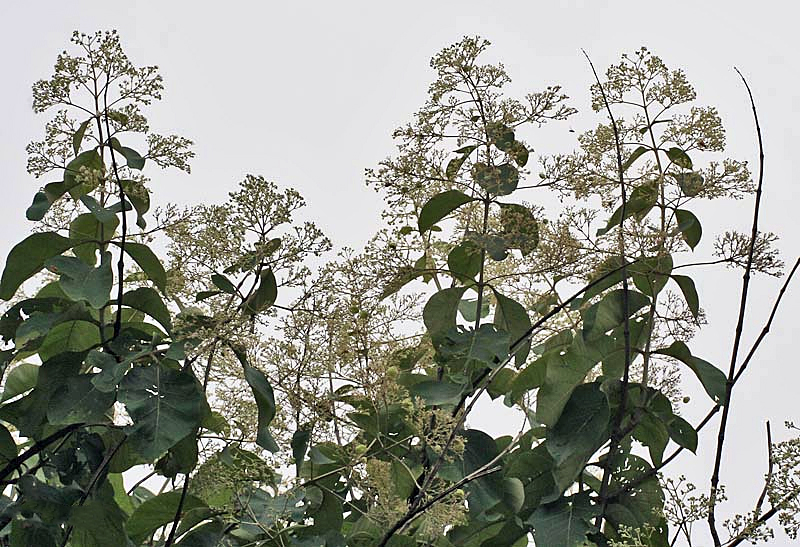
Feuilles, fleurs et fruits, au Bengale-Occidental, en Inde.
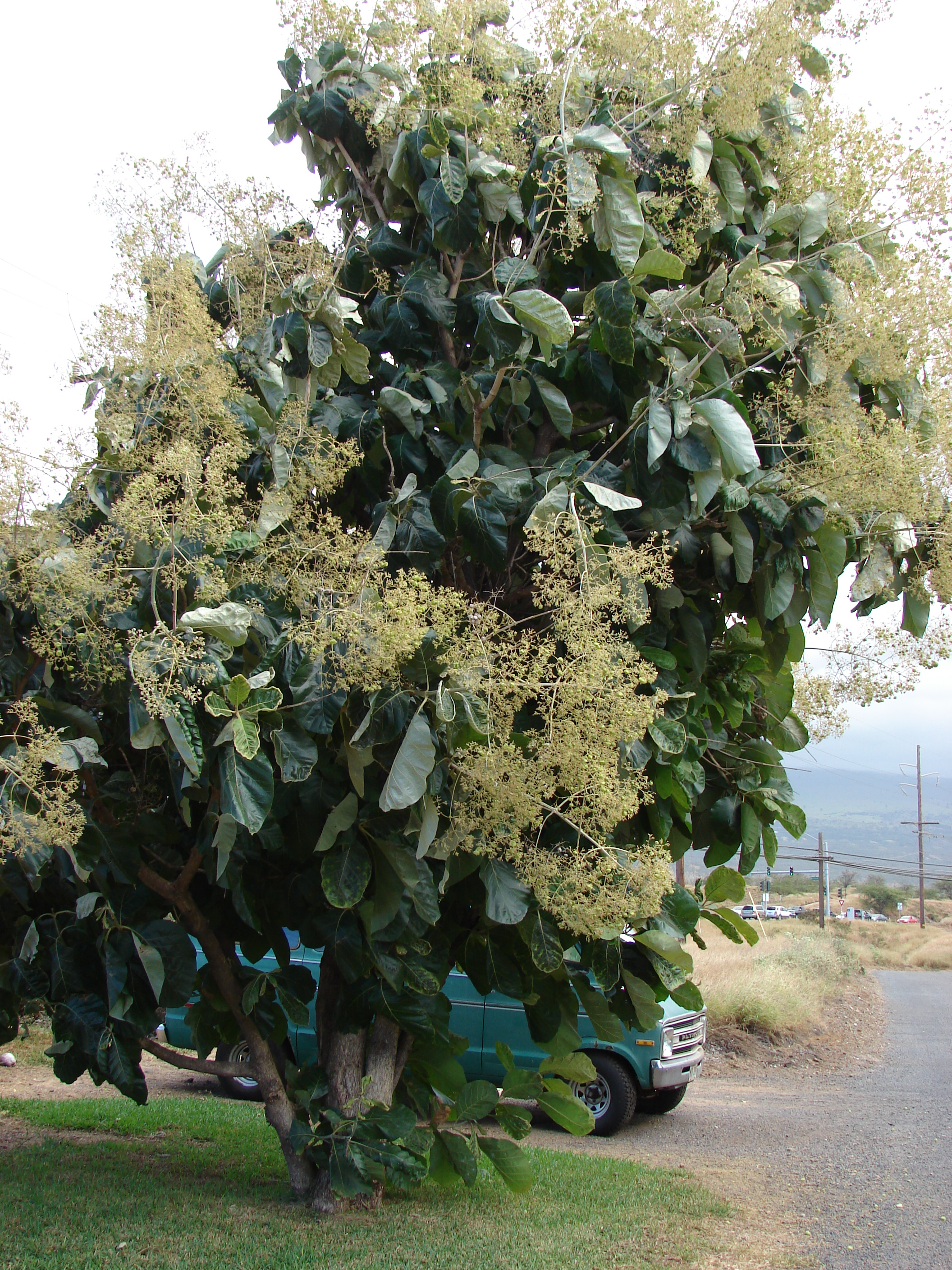
Un spécimen de Tectona grandis planté en ornement.